# 小畑一雄
小畑 一雄（おばた かずお、1948年10月6日 - ）は、日本の実業家。東洋水産株式会社代表取締役社長を務めた。株式会社極洋取締役。

## 人物・経歴
宮城県出身。1972年東京水産大学（現東京海洋大学）水産学部製造学科卒業、東洋水産入社。大阪支店長、東京支店長を経て、2007年取締役即席麺本部長に昇格し、主力商品「マルちゃん」などを担当した。2009年常務取締役。2010年専務取締役。
2012年から東洋水産代表取締役社長を務め、2013年には新興国需要の取り込みのため、味の素と合弁で、ナイジェリア及びインドに即席麺事業会社の設立を行うことを発表した。2014年東洋水産顧問に退き、2017年極洋取締役に就任。